# Chris Impellitteri
Pour les articles homonymes, voir Impellitteri.
Chris Impellitteri, né le 25 septembre 1964 dans le Connecticut, est un guitariste américain de rock et de metal. Il a été élu 2e « shredder » le plus rapide du monde après Michael Angelo Batio par le magazine Guitar One.

## Histoire du groupe
Chris Impellitteri forme Impellitteri avec Rob Rock à Los Angeles (Californie). Ils ont sorti un EP appelé Impellitteri. Cet EP éponyme est caractérisé par une musique metal très énergique, avec des solos de guitare très rapides (shred), et une très haute performance vocale de Rob Rock. Cet EP noir a été bien reçu et a propulsé Impellitteri dans les célébrités internationales en tant que guitar hero.
Un an plus tard, Chris Impellitteri revient avec, comme 1er véritable album, Stand in line qui voit quelques changements de personnel : Graham Bonnet (ex-Rainbow, ex-Alcatrazz) remplace au chant Rob Rock; tandis que le bassiste Chuck Wright, le batteur Pat Torpey (futur Mr. Big) et le claviériste Phil Wolfe viennent compléter le line-up.
En 1992, retour de Rob Rock dans le groupe, et enregistrement de l'album Grin and bear it. Cet album a été produit par Mike Tacci (un des ingénieurs du Black album de Metallica). Fin 1994, ils sortent Answer to the Master.
En 1996, Impellitteri sort Screaming Symphony, sur lequel figure l'instrumental 17 Century Chicken Pickin. Screaming Symphony a été produit par Michael Wagner, qui a également produit Metallica et Ozzy Osbourne.
L'année suivante, sortie de l'album Eye of the Hurricane. 
En 2000 Impellitteri sort Crunch.
Peu de temps après Crunch, Rob Rock décide de poursuivre une carrière solo. Impellitteri recrute à nouveau Graham Bonnet et commence à travailler sur le prochain album. En 2002 sort l'album System X. Le guitariste nous propose des riffs bien acérés, et des solos rapides. La même année sort la compilation The Very Best of Impellitteri: Faster Than the Speed of Light.
La collaboration avec Bonnet aura été de courte durée. Pour l'enregistrement de l'album Pedal To The Metal en 2004, Chris Impelliterri s'est attaché les services d'un vocaliste en la personne de Curtis Skelton. Ce changement vocal aurait d'ailleurs tendance à rendre la musique d'Impellitteri un poil plus accessible, car malgré une puissance vocale certaine, Curtis a une voix nettement moins rauque et grave que Graham Bonnet qui officiait sur System X. En dehors de cela, Chris ne change pas son optique d'un iota et nous propose toujours un heavy/power métal.
En mai 2008, il est annoncé que Rob Rock est de retour dans le groupe. Le 24 février 2009, l'album Wicked Maiden sort.
En 2015, l'album studio ''Venom'' sort, Rob Rock est au chant.

## Discographie
| Albums Studio - Stand in Line (1988) - Grin and Bear It (1992) - Answer To The Master (1994) - Screaming Symphony (1996) - Eye Of The Hurricane (1998) - Crunch (2000) - System X (2002) - Pedal To The Metal (2004) - Wicked Maiden (2009) - Venom (2015) - The Nature of the Beast (2018) - War machine (2024) EP - Impellitteri (1987) - Victim Of The System (1993) - Fuel for the fire (1997) Lives - Live in Tokyo (1988) - Live! Fast! Loud! (1998) Best-of - The Complete Beast 1987 - 2009 (2023) |